# Kecamatan Larangan (distrikt i Indonesien, Jawa Timur)
Kecamatan Larangan är ett distrikt i Indonesien.   Det ligger i provinsen Jawa Timur, i den västra delen av landet, 700 km öster om huvudstaden Jakarta. Kecamatan Larangan ligger på ön Madura.